# بخش گاندربل
بخش گاندربل (به انگلیسی: Ganderbal district) یک بخش در هند است که در جامو و کشمیر واقع شده‌است. بخش گاندربل ۱٬۹۷۹ کیلومتر مربع مساحت و ۲۹۷٬۴۴۶ نفر جمعیت دارد.